# Pristimantis caprifer
Pristimantis caprifer é uma espécie de anfíbio  da família Craugastoridae. Pode ser encontrada na Colômbia e Equador. Os seus habitats naturais são: florestas subtropicais ou tropicais húmidas de baixa altitude, rios e florestas secundárias altamente degradadas. Está ameaçada por perda de habitat.